# Episodi di Talent High School - Il sogno di Sofia (prima stagione)
La prima stagione di Talent High School - Il sogno di Sofia, composta da 24 episodi, è stata trasmessa su Super! dal 24 settembre al 25 ottobre 2012.
| N° | Titolo                       | Data di trasmissione |
| -- | ---------------------------- | -------------------- |
| 1  | Una nuova vita               | 24 settembre 2012    |
| 2  | Good luck                    | 25 settembre 2012    |
| 3  | A carte scoperte             | 26 settembre 2012    |
| 4  | La mia migliore nemica       | 27 settembre 2012    |
| 5  | The show must go on          | 28 settembre 2012    |
| 6  | Se questa è arte             | 1º ottobre 2012      |
| 7  | Afonia, che brutta malattia! | 2 ottobre 2012       |
| 8  | Il grande Marcel Gros        | 3 ottobre 2012       |
| 9  | Super nerds party            | 4 ottobre 2012       |
| 10 | Previsioni pericolose        | 5 ottobre 2012       |
| 11 | San Valentino                | 8 ottobre 2012       |
| 12 | La star del primo anno       | 9 ottobre 2012       |
| 13 | Una tenera canaglia          | 10 ottobre 2012      |
| 14 | Campagna elettorale          | 11 ottobre 2012      |
| 15 | Affliction five              | 12 ottobre 2012      |
| 16 | È tempo di club              | 15 ottobre 2012      |
| 17 | Un volto da copertina        | 16 ottobre 2012      |
| 18 | Una notte in accademia       | 17 ottobre 2012      |
| 19 | A volte ritornano            | 18 ottobre 2012      |
| 20 | La smemorata dell'Accademia  | 19 ottobre 2012      |
| 21 | Il ballo in maschera         | 22 ottobre 2012      |
| 22 | L'esame di fine anno         | 23 ottobre 2012      |
| 23 | Grandi preparativi           | 24 ottobre 2012      |
| 24 | Il musical                   | 25 ottobre 2012      |